# هورنی پلانا
هورنی پلانا (به چکی: Horní Planá) یک منطقهٔ مسکونی در جمهوری چک است که در ناحیه تشسکی کروملوو واقع شده‌است. هورنی پلانا ۲٬۲۸۷ نفر جمعیت دارد.